# Schachweltmeisterschaft der Senioren 1992

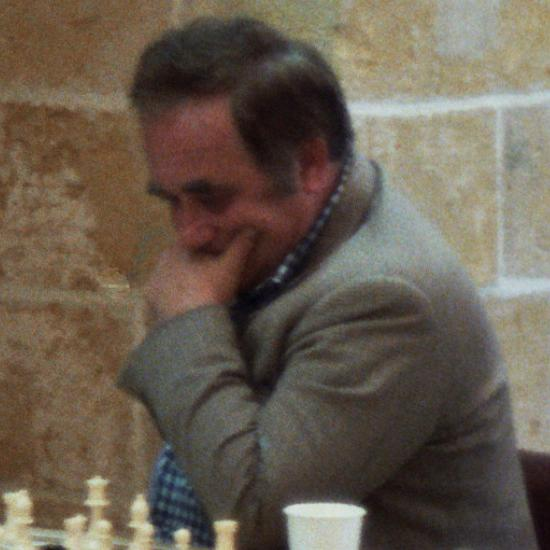
Efim Geller, Weltmeister

Die Schachweltmeisterschaft der Senioren 1992 war ein internationales Schachturnier, das vom 8. bis 22. November 1992 im Kurhaus der Stadt Bad Wörishofen ausgetragen wurde.

## Überblick
Die Seniorenweltmeisterschaft im Schach wurde von der FIDE veranstaltet und von Reinhold Hoffmann organisiert.
An der offenen Weltmeisterschaft, die Efim Geller gewann, nahmen 123 Männer und eine Frau teil. Es gab ein separates Turnier für Frauen, die ein Rundenturnier spielten, da es genau zwölf Teilnehmerinnen waren. Weltmeisterin wurde Éva Karakas.
Insgesamt beteiligten sich 136 Frauen und Männer aus 26 Ländern, darunter weit angereiste Teilnehmer aus Neuseeland, Brasilien und Singapur. Obwohl Titelverteidiger Wassili Smyslow fehlte, war die Meisterschaft mit neun Großmeistern und zwei Großmeisterinnen gut besetzt. Ältester Teilnehmer war Lothar Günther aus Füssen mit 88 Jahren.

## Endstand der offenen Seniorenweltmeisterschaft

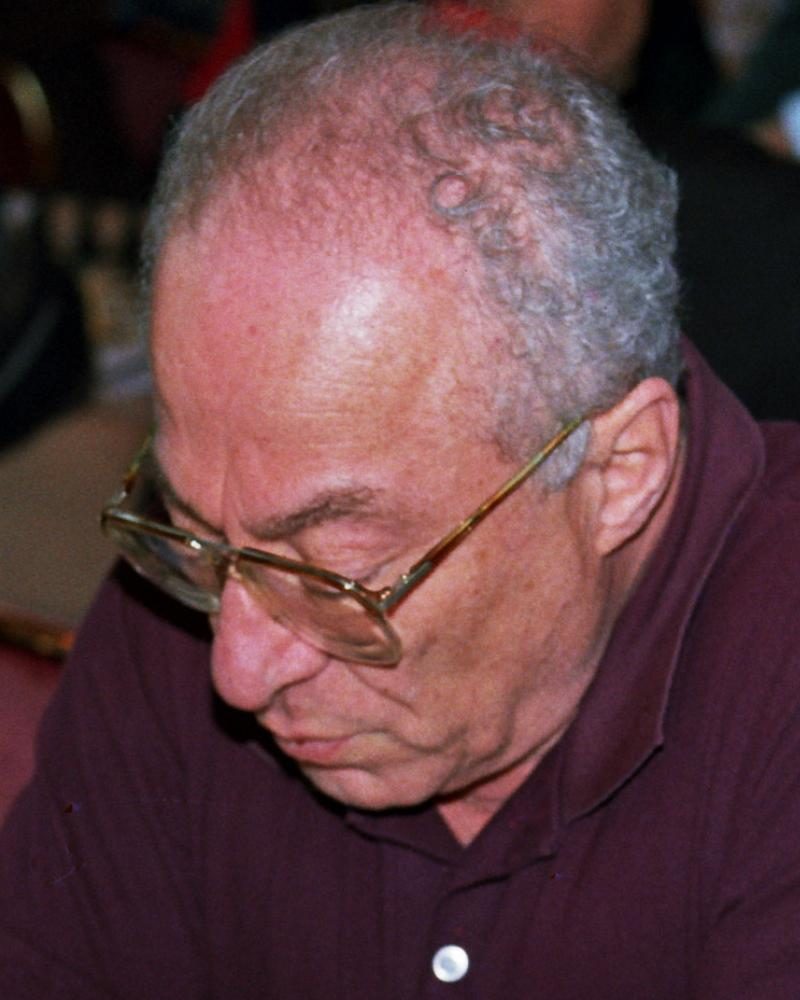
Anatoli Lein, Zweiter

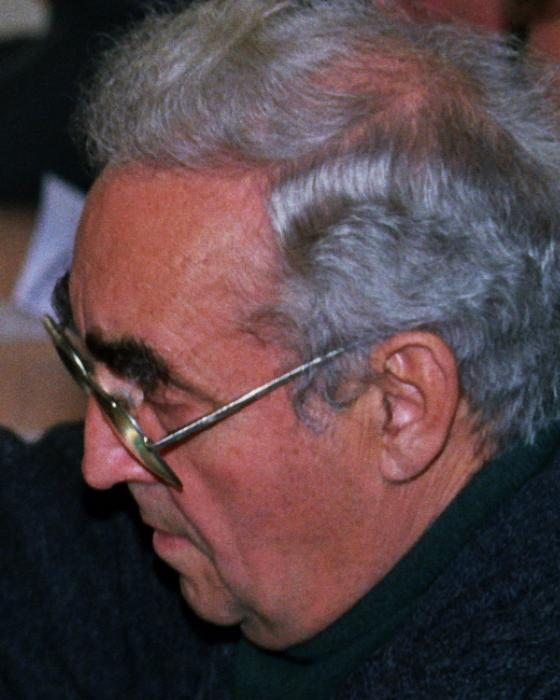
Mark Taimanow, Fünfter

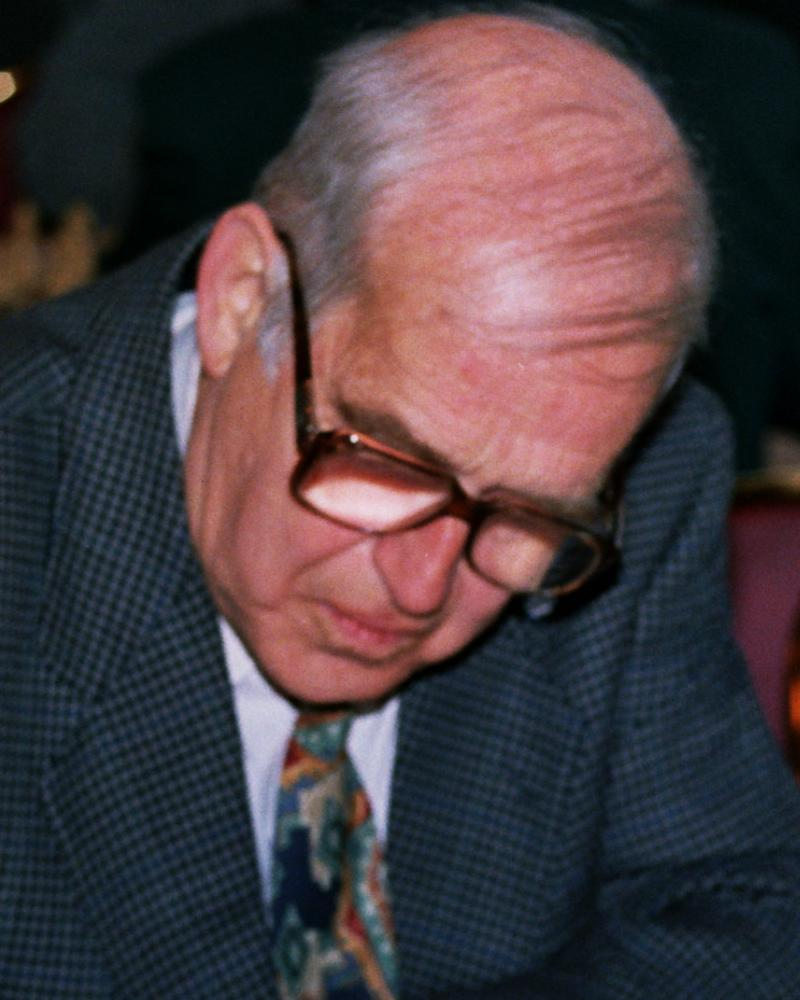
Wolfgang Unzicker, bester Deutscher

| Rg | Teilnehmer          | TWZ  | Land               | Punkte |
| -- | ------------------- | ---- | ------------------ | ------ |
| 1  | Geller, Efim        | 2525 | Russland           | 8,5    |
| 2  | Lein, Anatoli       | 2455 | Vereinigte Staaten | 8,0    |
| 3  | Benkő, Pál          | 2420 | Ungarn             | 8,0    |
| 4  | Nikolac Juraj       | 2460 | BR Jugoslawien     | 8,0    |
| 5  | Taimanow, Mark      | 2505 | Russland           | 8,0    |
| 6  | Suetin, Alexei      | 2405 | Russland           | 8,0    |
| 7  | Krogius, Nikolai    | 2500 | Russland           | 7,5    |
| 8  | Stoljar, Efim       | 2395 | Russland           | 7,5    |
| 9  | Honfi, Karoly       | 2335 | Ungarn             | 7,5    |
| 10 | Unzicker, Wolfgang  | 2510 | Deutschland        | 7,5    |
| 11 | Arkhangelsky, Boris | 2200 | Russland           | 7,5    |
| 12 | Littlewood, John    | 2320 | England            | 7,5    |
| 13 | Winiwarter, Felix   | 2285 | Österreich         | 7,5    |
| 14 | Wade, Robert        | 2290 | England            | 7,5    |
| 15 | Jahr, Ulrich        | 2131 | Deutschland        | 7,5    |
| 16 | Kasueschke, Gregor  | 2074 | Deutschland        | 7,0    |
| 17 | Pachman, Luděk      | 2353 | Tschechoslowakei   | 7,0    |
| 18 | Sarapu, Ortvin      | 2320 | Neuseeland         | 7,0    |
| 19 | Kaminik, Aleksander | 2210 | Ukraine            | 7,0    |
| 20 | Schichtel, Heinz    | 2146 | Deutschland        | 7,0    |
| 21 | Nadenau, Oskar      | 1962 | Deutschland        | 7,0    |

## Endstand der Weltmeisterschaft der Seniorinnen
| Rg | Teilnehmer            | Elo  | Land               | Punkte |
| -- | --------------------- | ---- | ------------------ | ------ |
| 1  | Karakas, Éva          | 2025 | Ungarn             | 9,5    |
| 2  | Satulowskaja, Tatjana | 2105 | Russland           | 9,5    |
| 3  | Hensel, Dorothea      |      | Deutschland        | 7,0    |
| 4  | Donnelly, Ruth        | 2035 | Vereinigte Staaten | 7,0    |
| 5  | Winter, Irene         | 2020 | Deutschland        | 6,5    |